# Rasmus Bengtsson
Rasmus Bengtsson (Malmö, 26 juni 1986) is een voormalig Zweeds profvoetballer die als centrale verdediger speelde. Hij tekende in maart 2015 bij Malmö FF, dat hem per direct overnam van FC Twente. Bengtsson debuteerde op 28 januari 2009 in het Zweeds voetbalelftal, in een met 1–0 gewonnen interland tegen Mexico.

## Carrière
De 1,86 meter lange Bengtsson komt uit de jeugdopleiding van Malmö FF, maar speelde daarvoor nooit op het hoogste niveau. Hij werd in 2006 in eerste instantie om wedstrijdervaring op te doen door Malmö FF uitgeleend aan Trelleborgs FF. Daarmee promoveerde hij dat seizoen naar de Allsvenskan, waarop Trelleborgs FF hem definitief overnam en vastlegde tot en met november 2009. In 2008 werd hij er een constante basisspeler.
Enkele maanden voor zijn contract bij Trelleborgs FF afliep, bleek Bengtsson een gewilde speler op de transfermarkt, waarvoor meerdere clubs zich meldden. Nadat een gesprek bij PSV op niets uitliep, meenden zowel SS Lazio als AZ hem binnen te hebben. In augustus 2009 tekende hij echter een driejarige verbintenis bij Hertha BSC.
Bengtsson maakte dertien keer deel uit het het Zweedse nationale team voor spelers tot 21 jaar. In die hoedanigheid begon hij in alle vier de wedstrijden van zijn land tijdens het Europees kampioenschap voetbal onder 21 in 2009 in de basis.
In het seizoen 2009/10 degradeerde Bengtsson met Hertha BSC, waardoor hij transfervrij werd. FC Twente legde hem daarop voor drie seizoenen vast. In de verbintenis werd een optie voor nog een seizoen opgenomen. In zijn eerste seizoen bij de Tukkers fungeerde Bengtsson vooral als back-up van het vaste centrale duo Peter Wisgerhof en Douglas. Ondanks dat Bengtsson ook in zijn tweede seizoen bij FC Twente voornamelijk als stand-in van het eerder genoemde duo fungeerde, besloten de club en hij toch om het contract open te breken. Op 27 maart 2012 tekende hij bij tot medio 2015, met daarin een optie voor een extra jaar. Aan het eind van het seizoen kwam hij wat vaker in actie door een blessure van Wisgerhof, totdat hij zelf een scheurtje in zijn hamstring opliep.

## Clubstatistieken
| Seizoen | Club           | Competitie  | Wedstrijden | Doelpunten |
| ------- | -------------- | ----------- | ----------- | ---------- |
| 2006    | Trelleborgs FF | Allsvenskan | 19          | 2          |
| 2007    | Trelleborgs FF | Allsvenskan | 14          | 3          |
| 2008    | Trelleborgs FF | Allsvenskan | 28          | 4          |
| 2009    | Trelleborgs FF | Allsvenskan | 12          | 1          |
| 2009/10 | Hertha BSC     | Bundesliga  | 6           | 0          |
| 2010/11 | FC Twente      | Eredivisie  | 10          | 0          |
| 2011/12 | FC Twente      | Eredivisie  | 13          | 0          |
| 2012/13 | FC Twente      | Eredivisie  | 25          | 2          |
| 2013/14 | FC Twente      | Eredivisie  | 28          | 4          |
| 2014/15 | FC Twente      | Eredivisie  | 17          | 1          |
| 2015    | Malmö FF       | Allsvenskan | 16          | 1          |
| 2016    | Malmö FF       | Allsvenskan | 18          | 2          |
| 2017    | Malmö FF       | Allsvenskan | 9           | 0          |
| 2018    | Malmö FF       | Allsvenskan | 13          | 0          |
| 2019    | Malmö FF       | Allsvenskan | 23          | 1          |
| 2020    | Malmö FF       | Allsvenskan | 0           | 0          |
| Totaal  | Totaal         | Totaal      | 251         | 21         |

Bijgewerkt op 12 augustus 2020

## Erelijst
FC Twente
- Johan Cruijff Schaal

2010, 2011
- KNVB beker

2010/11
 Malmö FF
- Zweeds landskampioen

2016